# Facultad de Humanidades y Arte de la Universidad de Concepción
La Facultad de Humanidad y Artes de la Universidad de Concepción, es una de las primeras facultades de la Universidad de Concepción, institución universitaria ubicada en la ciudad homónima, Chile. Se ubica en la ciudad universitaria, al costado de la Facultad de Ciencias Jurídicas y Sociales y la Casa del Arte, colindante a la calle Edmundo Larenas.

## Historia
Formalmente su origen se remonta  a la escuela de pedagogía, en 1919. La escuela cambia su nombre luego a  Facultad de Filosofía y Educación y pasará a formar parte de la Escuela de Educación. La Escuela de Educación (entre 1958 y 1964) estaba conformada por los departamentos de: Castellano, Francés, Inglés, Filosofía, Historia y Geografía, Psicología, Pedagogía y Curso Normal. En 1965 se crean los Institutos Centrales de Lenguas, Filosofía, Historia y Geografía, la composición definitiva hasta finales de los 70. En 1971, aparece el Instituto de Arte que en ese entonces lo componían los departamentos de: Artes Musicales, Artes Plásticas y Visuales, Teatro, Coro y Orquesta. En 1975 se crea la última carrera de la Escuela: el Instituto de Antropología.
En los 80, inicia actividades la actual Facultad de Educación, Humanidades y Arte, y en 1981 por decreto 81-597 se organizan los departamentos: Arte, Currículum e Instrucción, Educación Física, Español, Filosofía y Ciencias de le Educación, Historia e Idiomas Extranjeros. Más tarde la facultad se divide en tres, humanidades y arte, educación y Ciencias Sociales. Quedando entonces en su disposición actual, comprendiendo los departamentos de Artes Plásticas, Ciencias Históricas y Sociales, Español, Filosofía, Idiomas Extranjeros y Música.
En 2024, tras el proceso de selección pertinente, reabre la carrera de Teatro, la cual contará con un total de 40 vacantes.

## Enlacesexternos
- Sitio web oficial

- Datos: Q5854930